# Receptor muscarinic

Acetilcolina este agonistul natural al receptorilor muscarinici și nicotinici colinergici.

Muscarina nu este un compus endogen, însă este un agonist al receptorilor muscarinici.

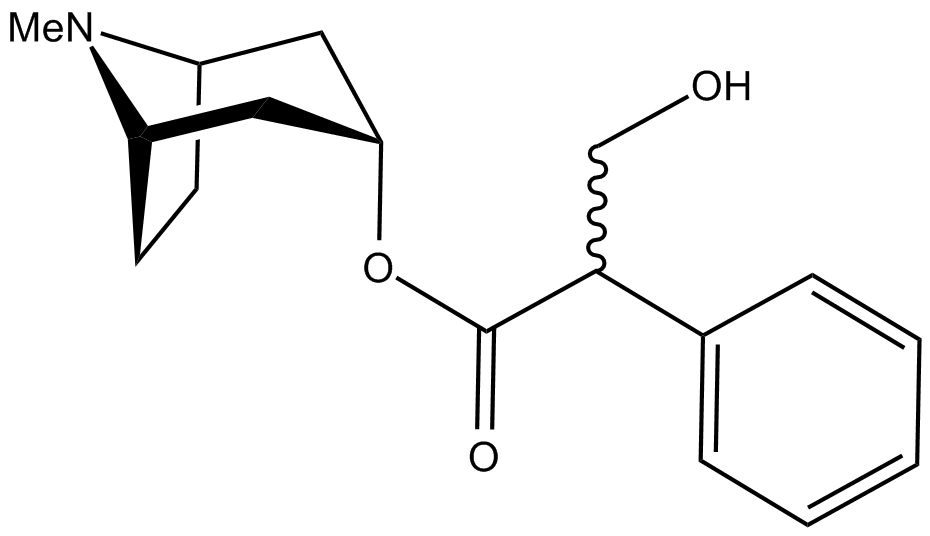
Atropina este un antagonist al receptorilor muscarinici.

Receptorii muscarinici reprezintă un tip de receptori colinergici, de care se leagă acetilcolina și alte substanțe, și sunt receptori cuplați cu proteina G. Se regăsesc în membrana celulară a unor tipuri de neuroni și în alte tipuri de celule.
Receptorii muscarinici sunt denumiți astfel deoarece prezintă o sensibilitate mai ridicată la acțiunea muscarinei decât la cea a nicotinei. Cealaltă categorie de receptori colinergici este reprezentată de receptorii nicotinici, care sunt de tip canal ionic și sunt de asemenea implicați în funcționarea sistemului nervos parasimpatic. Substanțele care stimulează direct receptorii muscarinici sunt denumite parasimpatomimetice (pilocarpină, muscarină), iar cele care îi blochează sunt denumite parasimpatolitice (atropină, scopolamină). Mecanismele farmacologice pot fi și indirecte, caz în care nu este necesar ca substanțele să se lege de receptor (cu excepția cazului în care se leagă modulând eliberarea de mediatori).

## Clasificare
Există trei tipuri de receptori muscarinici:
- receptorul muscarinic M1;
- receptorul muscarinic M2, care se află în inimă;
- receptorul muscarinic M3, care se află în mușchii netezi, vase sangvine, plămâni, glande. Aceștia determină vasoconstricție și bronhiconstricție;
- receptorul muscarinic M4,
- receptorul muscarinic M5;